# Иън Хардинг
Иън Хардинг (на английски: Ian Harding; роден 16 септември, 1986) е американски актьор, известен с ролята на Езра Фиц в „Малки сладки лъжкини“. Хардинг е работил с Lupus Fondation of America за набиране на средства и информиране за кожната туберкулоза в подкрепа на майка му, Мери, която е живяла с кожна туберкулоза повече от 20 години.

## Личен живот
Хардинг е роден в Хайделберг, Германия в американско военно семейство. Има по-голяма сестра – Сара. Семейството му се премества във Вирджиния няколко години след това, а там той става член на театралния клуб в гимназията, Georgetown Preparatory School в Северна Бетезда, Мериленд. Избран е от класа си да даде речта. По-късно продължава с актьорско майсторство/музика в Университета „Карнеги Мелън“.

## Кариера
Хардинг участва на прослушване за ролята на Езра Фиц на драматичен телевизионен сериал на ABC Family. Той си сътрудничи с Луси Хейл, Троян Белисарио, Шей Мичъл, Ашли Бенсън и Саша Питърс. В „Малки сладки лъжкини“ четири момичета се борят срещу невидим враг след мистериозната смърт на тяхна приятелка. Иън (изобразявайки Езра Фиц) играе гаджето на Ария и учител по литература.
Хардинг е спечелил пет награди на Teen Choice Awards за ролята на Езра Фиц.

## Филмография

### Филми
- Deadtime Stories 2(2009) – Раян
- Adventureland(2009) – Wealthy Prepster
- Love and Other Drugs(2010) – Pfizer Trainee #1
- Christmas Without You(2012) – Нейтън Стюърт
- Business Card on the Rocks(2013) – Бен
- Dynamite: A Cautionary Tale(2014) – Макс Борнщайн

### Сериали
- От местопрестъплението(2010) – Къртис Лакрос
- Малки сладки лъжкини(2010-2017) – Езра Фиц

## Награди и номинации
- Teen Choice Awards(2010/2011) – Choice Summer TV Star – Male (Малки сладки лъжкини)
- Youth Rock Awards (2011) – Rockin' Actor – TV
- Capricho Awards(2011) – Най-добър международен актьор
- Teen Choice Awards(2012/2013/2014) – Teen Choice Award for Choice TV Actor Drama